# Arnoul Gréban
Arnoul Gréban (Le Mans, 1420 circa – 1471) è stato un drammaturgo francese.

## Biografia
Fu organista a Notre-Dame di Parigi, maestro della corale, nonché professore di teologia all'università di Parigi e canonico di Saint-Julien a Le Mans presso la casa d'Angiò.

## Opere
Arnoul Greban fu autore di testi teatrali religiosi:
- Le Mystère de la Passion, messo in scena a Abbeville dal 23 al 26 maggio 1455 e pubblicato nel 1458; rimaneggiato da Jean Michel (1435-1501) per una rappresentazione a Angers nel 1486,[1] venne rappresentato fino al 1507;[2]
- Le Mystère des actes des apôtres (1465), scritto con suo fratello Simon.

### Le Mystère de la passion(1450)
Questo mistero conta 35.000 versi divisi in prologo e quattro giornate; mette in scena 224 personaggi. Parte dall'evocazione del peccato originale che condanna l'umanità; poi, dei personaggi allegorici evocano la promessa di un Messia; sono in seguito ricordati tutti gli episodi della vita di Cristo; infine, tornano i personaggi allegorici e traggono una morale dalla rappresentazione e declamano il mistero della risurrezione.
Jean Michel (o Jehan Michel), genero di Arnoul Gréban, contribuì a quest'opera e la proseguì, arricchendola in particolare di dialoghi più accentuati, di risposte più vive,distinguendosi per una certa autonomia stilistica, per qualche spunto realistico.

### Le Mystère des actes des apôtres(1465)
Dramma costituito da circa sessantamila versi, incomincia con la lapidazione di santo Stefano e termina con la dannazione di Nerone, trascinato nell'abisso dei demoni. La miscela del drammatico con il gusto del grottesco caratterizzò anche questa opera, anche se talvolta in modo un po' grossolano.